# Annellolacinia
Annellolacinia är ett släkte av svampar. Annellolacinia ingår i divisionen sporsäcksvampar och riket svampar.